# Linia kolejowa nr 530
Linia kolejowa nr 530 – pierwszorzędna, zelektryfikowana, dwutorowa (w km -0,141 – 0,036 oraz 1,384 – 1,511 jednotorowa) linia kolejowa znaczenia państwowego łącząca rozjazd nr 95 z rozjazdem nr 86 na stacji Skierniewice.